# هتل کافه رویال
هتل کافه رویال (به انگلیسی: Hotel Café Royal) یک هتل پنج ستاره است که در ناحیه وست اند شهر لندن در انگلستان قرار دارد. این هتل در سال ۱۸۶۵ ساخته شده‌است و پیش از تغییر کاربری آن در بین سال‌های ۲۰۱۲–۲۰۰۸، یک رستوران و میعادگاه بوده‌است.

## تاریخچه
هتل کافه رویال در سال ۱۸۶۵ توسط دانیل نیکلاس تونون، که یک بازرگان شراب اهل فرانسه بود، تأسیس شد. به نظر می‌رسد که وی به دلیل ورشکستگی مجبور شد از فرانسه خارج شود. او در سال ۱۸۶۳ با همسرش وارد انگلیس شد و نام خود را به دانیل نیکولز تغییر داد و با مدیریت وی - و بعداً همسرش - کافه رویال شکوفا شد و در دورانی به عنوان بزرگترین انبار شراب جهان شناخته شد.